# Сатирикон (фильм Джана Луиджи Полидоро)
«Сатирикон» (итал. Satyricon) — кинофильм итальянского режиссёра Джана Луиджи Полидоро по мотивам одноимённого романа Петрония Арбитра.
Альтернативное название, полученное фильмом в международном прокате, — «Выродки» (The Degenerates).

## Сюжет
Как и в первоисточнике, действие разворачивается в эпоху правления Нерона, вокруг молодого и красивого юноши Энколпия, ищущего своего молодого любовника, сбежавшего с их общим другом, пошляком и развратником Аскилтом.

## В ролях
- Дон Баки — Энколпий
- Франко Фабрици — Аскилт
- Франческо Пау — Гитон
- Марио Каротенуто — Эвмолп
- Тина Омон — Киркея
- Валери Лагранж — Трифена
- Америго Тот — Лика, муж Трифены
- Грациэлла Граната — Антония
- Пьеро Герлини — Абинна, муж Антонии
- Коррадо Ольми — Селевк
- Уго Тоньяцци — Трималхион

## Спор из-за названия
Когда в 1968 году Полидоро приступил к съёмкам — Альберто Гримальди, продюсер версии «Сатирикона», над которой работал Федерико Феллини, подал в суд, требуя, чтобы Бини прекратил производство конкурирующего фильма. Бини однако доказал, что планировал экранизировать роман Петрония ещё с 1962 года и тогда же зарегистрировал название «Сатирикон».
В итоге Гримальди и Феллини не только не удалось помешать созданию фильма-конкурента, но и пришлось искать новое название для своего собственного.

## Релизы

### Театральные
В Италии фильм вышел в прокат 27 марта 1969 года и начал делать хорошие сборы, но вскоре был арестован "за непристойность". По решению суда фильм был подвергнут цензуре, а создатели и распространители (дистрибьютор, продюсер, режиссёр и несколько ведущих актеров) — оштрафованы.
Права на распространение в США и Европе были выкуплены кинокомпанией United Artists, с целью помешать кинофильму появиться в кинотеатрах раньше «Сатирикона Феллини», создание которого United Artists финансировала. Только спустя три года United Artists выпустила фильм в прокат под названием «The Degenerates».

### Релиз на видео
Фильм издавался для домашнего просмотра единственный раз и только в Италии. Компания Domovideo выпустила его на VHS-кассетах в первой половине 90-х годов XX века.
Сокращенная версия кинофильма периодически демонстрируется на итальянских телеканалах.

## Саундтрек
Музыку к кинофильму написал Карло Рустикелли, дирижёром выступил другой известный итальянский композитор ㄧ Бруно Николаи.

### Список композиций
1. Satyricon (02:24)
2. Minuetto flautato (01:56)
3. Qualche ora romantica (00:43)
4. Quant’abondanza c’e' (01:37)
5. Saltellato (01:42)
6. Risveglio di primavera (01:28)
7. Ricerca degli spazi (00:53)
8. Isola incantata (02:19)
9. Erotycon (02:06)
10. Prima del giorno (01:35)
11. Trimalcione (01:17)
12. Notte Araba (01:25)
13. Fiori di mandorlo (01:02)
14. Blues antico (02:09)
15. Gloria al sole (01:35)
16. Arcipelago (02:01)

Ещё 23 композиции представлены только в «Ограниченном издании» саундтрека, выпущенном на CD в 2010 году.
1. Satyricon (ripresa-zufolato) (00:50)
2. Notte araba (ripresa-percussioni e organo) (01:25)
3. Satyricon (ripresa 2-saltarello) (02:08)
4. Qualche ora romantica (ripresa-atmosfera magica) (01:01)
5. Trimalcione (ripresa-atmosfera esotica) (01:17)
6. Satyricon (ripresa 3-zufolato e marcia) (01:31)
7. Risveglio di primavera (ripresa-atmosfera mistica) (01:11)
8. Qualche ora romantica (ripresa 2-organo tensivo) (00:54)
9. Trimalcione (ripresa 2-durante la cena) (01:26)
10. Risveglio di primavera (ripresa 2-organo magico) (01:33)
11. Fiori di Mandorlo (ripresa-atmosfera arcaica) (01:36)
12. Prima del giorno (ripresa-misterioso per organo) (01:22)
13. Gloria al sole (ripresa-coro bambini) (02:11)
14. Recerca degli Spazi (ripresa-tensione campane) (00:52)
15. Gloria al sole (ripresa 2-allegreto flauti) (01:18)
16. Saltellato (ripresa-percussioni afro) (01:09)
17. Fiori di Mandorlo (ripresa 2-organetto) (00:58)
18. Gloria al sole (ripresa 3-coro stonato) (02:03)
19. Fiori di Mandorlo (ripresa 3-organetto 2) (00:54)
20. Risveglio di primavera (ripresa 3-drammatico) (03:46)
21. Recerca degli Spazi (ripresa 2-misterioso) (02:35)
22. Risveglio di primavera (ripresa 4-estasi epica) (00:46)
23. Fiori di Mandorlo (ripresa 4-organetto 3) (01:08)

### Релизы
1. Cinevox Record, Италия, виниловая пластинка, 1969 год.
2. Cinevox Record, Италия, виниловая пластинка, 1984 год.
3. Cinevox Record, Италия, цифровой релиз в сервисах iTunes и Google Play Music, 2010 год.
4. Saimel, Испания, CD, 2010 год. «Ограниченное издание», всего выпущено 500 экземпляров. В дополнение к 16 основным композициям, содержит также 23 никогда прежде не издававшихся.

Также 16 композиций оригинального саундтрека опубликованы для бесплатного прослушивания на официальном канале компании Cinevox Record в YouTube.